# Обител
Обител е българският вариант на гръцката дума манастир.
Обител е село в Североизточна България. То се намира в община Омуртаг, област Търговище.

## История
След проведено издирване на археологически обекти по трасето на газопровод „Набуко“ се появяват археологически сведения за селище от ранния неолит, с площ от 10 дка, разположено върху склон на естествено възвишение край селото.
Първоначалното местонаходище на селото е било в местността Кавак махале (Тополова махала), в близост до съществувалото до 2001 г. село Малко църквище. Постепенно селото се е преместило към север, където теренът е равнинен и по-просторен. В южната част на селото все още са запазени някои от къщите с каменни плочи на покрива, тесните и криволичащи сокаци, признаци на далечното минало. Това е основание да се счита, че селото е основано приблизително преди около 400-450 години.
Според османо-турски документи, съхраняващи се в НБКМ, първоначалното име на селото е Текелер кябир. По-късно това име се пише като Теккелер кебир, а на едно място Текелер аине ханлар. В географския речник на България това название е посочено като Текелер кябир. През 1934 г. селото е прекръстено на Обител.
През 2001 г. към Обител е присъединено обезлюденото село Малко църквище.

## Културни и природни забележителности
- Паметник и две чешми.
- Народно читалище „Култура-1940“